# Try Me One More Time
| Recensione | Giudizio |
| ---------- | -------- |
| AllMusic   | [ 1 ]    |

Try Me One More Time è un album in studio del musicista statunitense David Bromberg, pubblicato nel febbraio del 2007.

## Tracce
1. Try Me One More Time – 3:14 (David Bromberg)
2. Kind Hearted Woman – 3:45 (Robert Johnson)
3. Big Road – 2:53 (Tommy Johnson)
4. It Takes a Lot to Laugh, It Takes a Train to Cry – 4:27 (Bob Dylan)
5. Buck Dancer's Choice – 1:52 (Tradizionale)
6. I Belong to the Band – 3:32 (Reverend Gary Davis)
7. Moonshiner – 1:27 (Tradizionale)
8. Shake Sugaree – 3:09 (Elizabeth Cotten)
9. Hey Bub – 1:35 (Tradizionale)
10. Love Changing Blues – 3:07 (Blind Willie McTell)
11. When First Unto This Country – 3:01 (Tradizionale)
12. Levee Camp Moan – 2:16 (Tradizionale)
13. Trying to Get Home – 3:58 (Reverend Gary Davis)
14. East Virginia – 3:44 (Tradizionale)
15. Windin' Boy – 3:17 (Tradizionale)
16. Lonesome Roving Wolves – 1:56 (Tradizionale)

## Musicisti
- David Bromberg - voce, chitarra acustica

Note aggiuntive
- Nancy Josephson - produttore
- Registrazioni effettuate al The Baby Grand di Wilmington, Delaware (Stati Uniti)
- Marc Moss - ingegnere delle registrazioni
- Masterizzato da David Glasser al Airshow Mastering di Boulder, Colorado (Stati Uniti)
- Rick Neidig - fotografie
- Nancy Josephson - grafica copertina (ispirata da Sarina Bromberg)[3]